# Földeák
Földeák là một thị trấn thuộc hạt Csongrád, Hungary. Thị trấn này có diện tích 36,37 km², dân số năm 2010 là 3152 người, mật độ 87 người/km².